# Gustaf Söderström
Gustaf Söderström (25 de noviembre de 1865, Estocolmo - 12 de noviembre de 1958) fue un atleta sueco y participante del tira y afloja.
Él compitió en los Juegos Olímpicos de 1900 y terminó 6 º en lanzamiento de peso y lanzamiento de disco a la vez. También participó en la tira y afloja del equipo Danés-Sueco, el cual ganó la medalla de oro contra los oponentes de Francia. Estas fueron las primeras medallas olímpicas de oro para Suecia, una hazaña que no se repetiría hasta 1908.